# Убойные каникулы
«Убо́йные кани́кулы» (англ. Tucker & Dale vs. Evil (с англ. — «Такер и Дейл против зла»)) — канадская (совместного производства с Великобританией, США и Индией) чёрная комедия в жанре фильма ужасов, снятая режиссёром Илаем Крейгом в 2010 году. Главные роли исполнили Тайлер Лэбин и Алан Тьюдик. Фильм был представлен публике на кинофестивале «Сандэнс», после чего вышел в ограниченный прокат.

## Сюжет
Двое простых деревенских парней Дейл и Такер едут отдохнуть на дачу в лесу, которую купил Такер. В те же окрестности направляется группа студентов, желая хорошо отдохнуть, но рассказанная однокурсником страшилка о резне, произошедшей 20 лет назад, заставляет не на шутку испугаться.
Ночью студенты идут купаться. Студентка Эллисон отошла подальше, чтобы поплавать в одиночестве, но её пугает Дейл, рыбачащий неподалёку, и она падает в воду. Эллисон ударяется головой о камень и начинает тонуть, Дейл и Такер спасают её, а студенты решают, что её похитили.
Когда девушка приходит в сознание, она знакомится с Дейлом. Они играют в настольные игры, затем Эллисон помогает Дейлу рыть выгребную яму, а студенты решают, что маньяки заставили её копать себе могилу. Они пытаются спасти её, но трое случайно погибают — один напарывается на сук, убегая от Такера, размахивающего бензопилой (Такер случайно распилил улей, который был в бревне, и убегал от пчёл), другой протыкает себя колом, упав в выгребную яму, третий студент прыгает в дереводробилку. Оставшиеся студенты решают, что их товарищей убили ужасные маньяки, а деревенские парни утверждают, что «студентики приехали и самоубиваются на свежем воздухе».
Студенты вызывают шерифа, но тот случайно погибает прямо в доме Такера. Сняв пистолет шерифа с предохранителя, гибнет ещё один студент. Другой студент, Чед, берёт в заложники пса Дейла, но Такер спасает собаку. Студенты берут Такера в заложники и Чед отрубает ему пару пальцев.
Пока Дейл выручает Такера, в его дом приходят Чед и Наоми, которые пытаются «спасти» Эллисон. Та устраивает Чеду и Дейлу очную ставку с психотерапевтической обработкой, но в дом врываются остальные студенты и устраивают переполох. Дом загорается, и в пожаре погибают почти все студенты. Сильно обгоревший Чед остаётся в живых и преследует Такера, Дейла и Элли, которые удирают от него на машине. Отвлёкшись, Дейл врезается в дерево и теряет сознание.
Очнувшись, Дейл находит раненого Такера. Он прощается с другом и отправляется на поиски Эллисон, которую похитил Чед. Дейл перевоплощается в «настоящего маньяка» и берёт бензопилу (отсылка ко многим фильмам ужасов). Дейл находит возлюбленную и побеждает противника с помощью ромашкового чая.
Фильм заканчивается хэппи-эндом: Дейл навещает друга в больнице, где ему пришили пальцы (один — женский). Во время свидания в боулинг-центре Дейл и Эллисон целуются (на фоне ещё одного несчастного случая).
Дейл понимает, что «жизнь слишком коротка, чтобы комплексовать по пустякам».

## В ролях
| Актёр                 | Роль    |
| --------------------- | ------- |
| Тайлер Лэбин          | Дейл    |
| Алан Тьюдик           | Такер   |
| Катрина Боуден        | Эллисон |
| Джесси Мосс           | Чед     |
| Филип Грейнджер       | шериф   |
| Брэндон Джей Макларен | Джейсон |
| Челан Симмонс         | Хлое    |
| Трэвис Нельсон        | Чак     |
| Алекс Арсено          | Тодд    |
| Кристи Лэйнг          | Наоми   |

## Создание
Работа над фильмом началась с подбора актёров в июне 2009 года. Основные съёмки стартовали месяц спустя в канадском городе Калгари (Альберта). В октябре 2009 года лента перешла на этап постпроизводства, который осуществлялся в Британской Колумбии, а первые кадры были обнародованы в рамках «Американского кинорынка».

## Прокат
Презентация фильма состоялась 22 января 2010 года на американском кинофестивале «Сандэнс», а 12 марта того же года он засветился на South by Southwest. 30 сентября 2011 года «Убойные каникулы» получили ограниченный кинорелиз в США благодаря дистрибьютору Magnolia Pictures. В премьерный уик-энд картина собрала 52 843 $ в 30 кинотеатрах, а в США — 223 838 долларов. Вне родного рынка фильм смог освоить более 5 млн $.
В российских кинотеатрах «Убойные каникулы» выпустила кинокомпания «Вольга» 9 декабря 2010 года. За всё время проката фильм собрал 94,5 млн рублей.

## Критика
Фильм был хорошо принят критиками. Агрегатор обзоров Rotten Tomatoes сообщает, что 86 % из 114 опрошенных критиков дали «Убойным каникулам» положительную оценку, а средний рейтинг составляет 6,9 из 10. На Metacritic рейтинг составляет 65 из 100 на основе 23 обзоров, что указывает на «в целом положительные отзывы».
Роджер Эберт дал фильму положительную рецензию, написав: «Читателям „Маленького кинословаря“ может показаться забавным, насколько тщательно „Такер и Дейл“ обходит перевёрнутые клише». Тодд Гилкрист из Shock Till You Drop писал, что дебют Илая Крейга отмечает изменение традиционного представления о жанре фильма ужасов и кинозлодеев.

## Награды и номинации
| Награда                  | Категория                                                          | Номинанты и получатели                                                                   | Результат |
| ------------------------ | ------------------------------------------------------------------ | ---------------------------------------------------------------------------------------- | --------- |
| Leo Award                | «Лучшая операторская работа в художественном драматическом фильме» | Дэвид Геддес                                                                             | Номинация |
| Leo Award                | «Лучший художественный фильм-драма»                                | Розанна Милликен, Кроуфорд Хокинс                                                        | Номинация |
| Leo Award                | «Лучший звук в художественном фильме-драме»                        | Пол А. Шарп, Грэм Хьюз, Иэн Паттисон                                                     | Номинация |
| Leo Award                | «Лучший монтаж звука»                                              | Джеймс Фонньядт                                                                          | Номинация |
| Leo Award                | «Лучший монтаж звука в художественном фильме-драме»                | Дарио Дисанто, Брайан Кэмпбелл, Джеймс Фонньядт, Джей Читэм, Кирби Джинна, Крис Касавант | Номинация |
| Leo Award                | «Лучший координатор каскадеров в художественном фильме-драме»      | Джоди Стесик                                                                             | Номинация |
| Leo Award                | «Лучшая роль второго плана в художественном фильме-драме»          | Джесси Мосс                                                                              | Номинация |
| Кинофестиваль в Сиджесе  | «Лучший фильм»                                                     | Илай Крейг                                                                               | Победа    |
| SXSW                     | «Приз зрительских симпатий»                                        | Илай Крейг                                                                               | Победа    |
| «Фантазия»               | «Приз жюри; лучший первый номер»                                   | Илай Крейг                                                                               | Победа    |
| Ampia Awards             | «Лучший художественный фильм»                                      | Илай Крейг                                                                               | Победа    |
| Fangoria Chainsaw Awards | «Лучшая мужская роль»                                              | Тайлер Лэбин                                                                             | Номинация |
| Fangoria Chainsaw Awards | «Лучшая женская роль»                                              | Катрина Боуден                                                                           | Номинация |
| Fangoria Chainsaw Awards | «Лучший фильм ограниченного проката/прямого видеопроката»          | «Убойные каникулы»                                                                       | Победа    |
| Fangoria Chainsaw Awards | «Лучший сценарий»                                                  | Илай Крейг, Морган Юргенсон                                                              | Победа    |

## Планировавшееся продолжение. Ремейк
После выхода фильма Илай Крейг размышлял о том, чтобы снять продолжение под названием «Такер и Дейл идут в Йель», которое сочетало бы в себе «Умницу Уилл Хантинг» и «Техасскую резню бензопилой». Также режиссёру нравилась идея Алана Тьюдика снять сиквел в стиле боевика «От заката до рассвета». В 2014 и 2016 годах от ведущих актёров фильма поступали сведения о том, что работа над продолжением идёт в активной стадии. Однако в 2017 году Тьюдик сообщил, что сценарий вышел неудачным и вряд ли будет когда-либо реализован.
26 июня 2024 года вышел южнокорейский ремейк фильма — «Красавчики».